# Йигли, Сьюзан
Сью́зан Мели́нда Йи́гли (англ. Susan Melinda Yeagley; 27 февраля 1972, Нашвилл, Теннесси, США) — американская актриса.

## Биография
Сьюзан Йигли родилась 27 февраля 1972 года в Нашвилле (штат Теннесси, США), став младшей из двух дочерей в семье своих родителей.
В 18-летнем возрасте Сьюзан покинула родной город и поступила в Университет Южной Калифорнии.

## Карьера
Сьюзан начала свою актёрскую карьеру в 1983 году, сыграв в музыкальном клипе Эми Грант, получив за это $ 25 и её альбом.
Сьюзан дебютировала в кино 1998 году, сыграв роль новой жены Чонси в фильме «Тонкая розовая линия». Всего Йигли сыграла в 35-ти фильмах и телесериалах.

## Личная жизнь
С 3 сентября 2005 года Сьюзан замужем за актёром Кевином Нилоном (род.1953). У супругов есть сын — Гейбл Несс Нилон (род.29.01.2007).

## Избранная фильмография
| Год       |   | Русское название           | Оригинальное название      | Роль                               |
| --------- | - | -------------------------- | -------------------------- | ---------------------------------- |
| 1999      | ф | Тонкая розовая линия       | The Thin Pink Line         | новая жена Чонси                   |
| 2000      | с | Провиденс                  | Providence                 | студентка № 1                      |
| 2000      | с | Друзья                     | Friends                    | женщина № 1                        |
| 2000      | ф | Бар «Гадкий койот»         | Coyote Ugly                | торговка                           |
| 2000      | ф | Почти знаменит             | Almost Famous              | стюардесса, имевшая «славный день» |
| 2000      | с | Малкольм в центре внимания | Malcolm in the Middle      | медсестра                          |
| 2002      | с | Все любят Рэймонда         | Everybody Loves Raymond    | Мэрианн                            |
| 2002      | с | Скорая помощь              | ER                         | репортёр                           |
| 2003      | с | Сабрина — маленькая ведьма | Sabrina, the Teenage Witch | золушка                            |
| 2003      | ф | Невыносимая жестокость     | Intolerable Cruelty        | пирог № 1                          |
| 2009—2010 | с | Долго и счастливо          | 'Til Death                 | Симона Редфорд                     |
| 2009—2012 | с | Правила совместной жизни   | Rules of Engagement        | Трейси                             |
| 2009—2013 | с | Парки и зоны отдыха        | Parks and Recreation       | Джессика Уикс                      |
| 2010      | с | Светлана                   | Svetlana                   | Шерил                              |
| 2012      | с | Биг Тайм Раш               | Big Time Rush              | мама Люси                          |